# Onthophagus feai
Onthophagus feai là một loài bọ cánh cứng trong họ Bọ hung (Scarabaeidae).